# 江津白沙长江大桥
江津白沙长江大桥是位于重庆市江津区白沙镇的一座长江大桥。该桥东接白沙工业园、渝泸高速公路，西联成渝铁路白沙站、合璧津—港桥工业园区快速干道白沙连接线，全长1300米。

## 特点与设计
江津白沙长江大桥位于江津区白沙镇的长江之上，呈东西走向，工程路线全长3160米，其中道路工程全长1860米，路幅宽36米，桥梁全长1300米，桥宽34米，主桥为主跨590米双塔双索面钢箱梁悬索桥，道路等级为城市主干路，双向六车道，设计时速60公里。主塔采用门式框架结构，西岸采用隧道式锚碇，东岸采用重力式锚碇，加劲梁采用扁平型钢箱梁。
大桥东侧主塔高143.5米，使用混凝土7000立方米，钢筋1500余吨，东侧主塔采用操作方便、爬升速度快、安全系数较高的液压爬模方式施工。西桥塔紧邻成渝铁路既有线，边坡陡峭且位于浅覆盖层，其承台结构为2个独立的17.0 m×17.0 m×5.0 m正方形结构。
大桥设计负责人吴后伟表示，由于大桥所处长江两岸地形高差较大，且上跨长江航道以及成渝铁路，为了适应建设条件，采用了悬索桥中少见的两跨悬吊结构体系，这让工程更合理，景观更协调。常规的大桥中做两跨悬吊的非常少见，而江津白沙长江大桥利用右岸出露的礁石设置了一个桥塔，采用两跨悬索桥，既满足了通航、行洪、生态需求，又保证了桥下视野通透，还节省了工程造价。
江津白沙长江大桥是国务院2014—2020年《长江经济带综合立体交通走廊规划》中规划新建的重点过江通道，也是江津区首个以PPP模式投资建设的项目。大桥及连接线工程总投资12.068亿元，由中建六局投资并承建，也是该单位继鼎山长江大桥、几江长江大桥之后，建成通车的第三座长江大桥。
江津白沙长江大桥及连接线工程曾获“重庆市优质工程‘巴渝杯’”、“重庆市市政工程金杯奖”、“中国钢结构金奖”等荣誉。

## 历史
2018年3月，江津白沙长江大桥开工。2020年11月18日，江津白沙长江大桥项目东岸P3主塔封顶，12月，大桥双主塔封顶，创造了主塔同年开工同年封顶的纪录。
2021年10月15日上午，大桥最后一节钢箱梁吊装成功，白沙长江大桥主跨钢箱梁合龙。同年11月，江津白沙长江大桥西引桥最后的混凝土浇筑完成，标志着大桥及连接线项目全线贯通。
2022年1月15日上午，江津白沙长江大桥完成荷载试验。2022年1月26日，江津白沙长江大桥正式通车。